# Dominik Nerz
Dominik Nerz (Wangen im Allgäu, Baden-Württemberg, 25 d'agost de 1989) és un ciclista alemany, professional des del 2010 fins al 2016.
En el seu palmarès destaca la victòria al Campionat d'Alemanya en ruta sub-23.

## Palmarès
- 2007
  - Vencedor d'una etapa al Trofeu Karlsberg
- 2009
  -  Campió d'Alemanya en ruta sub-23
  - Vencedor d'una etapa del Giro de la Vall d'Aosta

### Resultats a la Volta a Espanya
- 2011. 38è de la classificació general
- 2013. 14è de la classificació general
- 2014. 18è de la classificació general

### Resultats al Tour de França
- 2012. 47è de la classificació general
- 2015. Abandona (11a etapa)